# XBIZ Award for Best Sex Scene - Performer Showcase
L'XBIZ Award for Best Sex Scene - Performer Showcase è un premio pornografico assegnato alla scena tra artisti in un film di "vetrina" votata come migliore dalla XBIZ, l'ente che assegna gli XBIZ Awards, uno dei maggiori premi del settore.
Come per gli altri premi, viene assegnato nel corso di una cerimonia che si svolge a Los Angeles, solitamente nel mese di gennaio, dal 2022.

## Vincitori

### Anni 2020
| Anno | Vincitori | Titolo                        |
| ---- | --- | ----------------------------- |
| 2022 | Emily Willis Mick Blue Dante Colle | Influence: Emily Willis       |
| 2023 | April Olsen Mick Blue Alex Jones Rob Piper | April Olsen Knows Best        |
| 2024 | Luna Star Mick Blue Damon Dice Oliver Flynn | Luna Star: Seduce & Destroy   |
| 2025 | Anna Claire Clouds Hollywood Cash Damon Dice Chocolate Gold Vince Karter Nade Nasty Slim Poke Milan Ponjevic Will Pounder Jax Slayher John Strong | Anna Claire Clouds: Dark Side |